# الاعتراف القانوني بالعلاقات المثلية في كوبا
تعترف كوبا بزواج المثليين بناء على قانون الأسرة الكوبي الجديد الذي صودق عليه باستفتاء شعبي في سبتمبر 2022، الذي يعرف الزواج نفسه بأنه ارتباط بين شخصين، دون تحديد الجنس.

## الاتحادات بحكم الأمر الواقع
تم اقتراح مشروع قانون الاتحاد المدني لأول مرة في عام 2007، على الرغم من أنه لم يتم طرحه للتصويت. تم الإعلان عن تقديم تشريع جديد في سبتمبر 2009، بمشروع قانون يعرض جميع حقوق الزواج في كوبا على أنها «اتحادات بحكم الأمر الواقع» (بالإسبانية: unión de hecho)‏. يقال إن مشروع القانون كان معروضًا على برلمان البلاد، وبأن مارييلا كاسترو، مديرة المركز الوطني للتربية الجنسية وابنة الرئيس السابق والسكرتير الأول الحالي للحزب الشيوعي الكوبي، راؤول كاسترو تسانده. إذا تمت الموافقة على مشروع القانون، سيجعل هذا كوبا الدولة الأولى في الكاريبي التي تعترف بالاتحادات المثلية. كما ستكون أول دولة شيوعية تمنح أي شكل من أشكال الاعتراف القانوني بالشركاء المثليين.
في عام 2019، لا يزال التشريع متوقفا في البرلمان. قالت مارييلا كاسترو إن التشريع يحظى بتأييد والدها وإنها تبني إجماعاً من أجل الموافقة عليه.

## زواج المثليين

القوانين المتعلقة بالمثلية الجنسية في أمريكا الوسطى وجزر الكاريبي.
زواج المثليين
توفر شكل آخر من أشكال الاعتراف القانوني
شراكة غير مسجلة
الاعتراف بزواج المثليين المنعقد في الخارج
لا اعتراف قانوني بالعلاقات المثلية
حظر دستوري على زواج المثليين، عبر تقييد تعريف الزواج في الدستور إلى اتحاد بين رجل وامرأءة فقط
المثلية الجنسية غير قانونية، لكن القانون لايتم تطبيقه
المثلية الجنسية غير قانونية للرجال فقط
المثلية الجنسية غير قانونية للرجال والنساء

### محاولات تعديل الدستور
حتى عام 2019، عرّفت المادة 36 من دستور كوبا الزواج بأنه «الاتحاد الطوعي بين الرجل والمرأة».
بموجب المادة 2 من قانون الأسرة، يقتصر الزواج على الاتحاد الطوعي للرجل والمرأة.
في ديسمبر 2017، أطلقت مجموعات المثليين حملة لتعديل الدستور الكوبي ليشمل زواج المثليين. في 4 مايو 2018، صرحت مارييلا كاسترو بأنها ستقترح تعديلاً على الدستور والإجراء الموافق لتشريع زواج المثليين، حيث من المتوقع أن تبدأ عملية الإصلاح الدستوري في يوليو 2018.
في 21 يوليو، قال رئيس مجلس الدولة هوميرو أكوستا إن مشروع الدستور تضمن حكما يحدد الزواج باعتباره اتحادًا بين شخصين. سيكون من الضروري إجراء تغييرات على القوانين لجعل زواج المثليين قانونيًا. أقرت الجمعية الوطنية المشروع في 22 يوليو. وخضع لمشاورات عامة بين 13 أغسطس و 15 نوفمبر.
أسفرت مسألة زواج المثليين عن نقاش عام وتنظيم نادر في كوبا. في يونيو 2018، أعلنت خمس طوائف مسيحية أن زواج المثليين «يتعارض مع روح الثورة الشيوعية».
في ما يوصف بأنه «حرب الملصقات»، عرض كل من المعارضين ومؤيدي زواج المثليين مئات الملصقات في هافانا، العاصمة الكوبية.
في سبتمبر 2018، بعد معارضة المحافظين لاقتراح تشريع زواج المثليين في كوبا، أعلن الرئيس ميغيل دياز كانيل دعمه لزواج المثليين. في أول مقابلة له منذ توليه منصبه في أبريل، وأخبر قناة تيليسور بأنه يدعم «الزواج بين الناس دون أي قيود» ويؤيد «القضاء على أي نوع من التمييز في المجتمع». كان أول رئيس كوبي يعرب علنا عن دعمه لزواج المثليين.
في 18 ديسمبر، أزالت اللجنة الدستورية تعريف الزواج من المسودة، مما يعني أن الدستور الجديد لن ينظم هذه المسألة على الإطلاق. ومع ذلك، فإنه لا يزال سيلغي الحظر الدستوري على زواج المثليين. ذكرت الجمعية الوطنية ومارييلا كاسترو أن سيتم تشريع زواج المثليين بدلاً من ذلك من خلال تغيير قانون الأسرة، والذي من المتوقع أن يحدث بعد فبراير 2019. جادل المعلق والناشط في حقوق الإنسان لويس روندون باز في جريدة هافانا تايمز بأن الدولة الكوبية لم تقصد أبدًا تقنين زواج المثليين، وكانت تسعى بدلاً من ذلك إلى صرف الانتباه عن القضايا المحلية الأخرى والترويج لنفسها دوليًا كدولة تقدمية.
ووفق على الدستور الجديد في استفتاء في 24 فبراير 2019، ودخل حيز التنفيذ في 10 أبريل 2019.
تنص المادة 82 على ما يلي:

### قانون الأسرة الكوبي الجديد
في أوائل مارس 2019، بعد فترة وجيزة من الاستفتاء على الدستور، بدأت الحكومة مشاورات عامة حول قانون الأسرة الجديد، والذي سيبحث في كيفية تقنين زواج المثليين، وبعد استشارة شعبية مطولة شملت 80 ألف اجتماع في مجالس المدن وتلقي 300 ألف اقتراح من الجمهور، صيغ القانون الجديد وأجري استفتاء شعبي علىه في سبتمبر، وأعلنت نتيجته يوم في 29 سبتمبر 2022، بقبول أغلبية بلغت الـ66% القانون الجديد. ويعيد هذا القانون تعريف الزواج نفسه على أنه ارتباط بين «شخصين»، مانحاً بذلك الأزواج المثليين حقوقاً تساوي حقوق الغيريين، كما يعزز حقوق الأطفال والمسنين وذوي الاحتياجات الخاصة، ويسمح بالاعتراف بعدة آباء وأمهات إلى جانب الأبوين البيولوجيين، وبالحمل لفائدة الغير إذا كان دون غايات مادية.